# San Juan de Oriente
San Juan de Oriente är en kommun (municipio) i Nicaragua med 6 131 invånare (2012). Den ligger vid sjön Laguna de Apoyo i den sydvästra delen av landet i departementet Masaya. Kommunen är mycket känd för sin keramiktillverkning med många lokala keramikverkstäder och affärer.

## Geografi

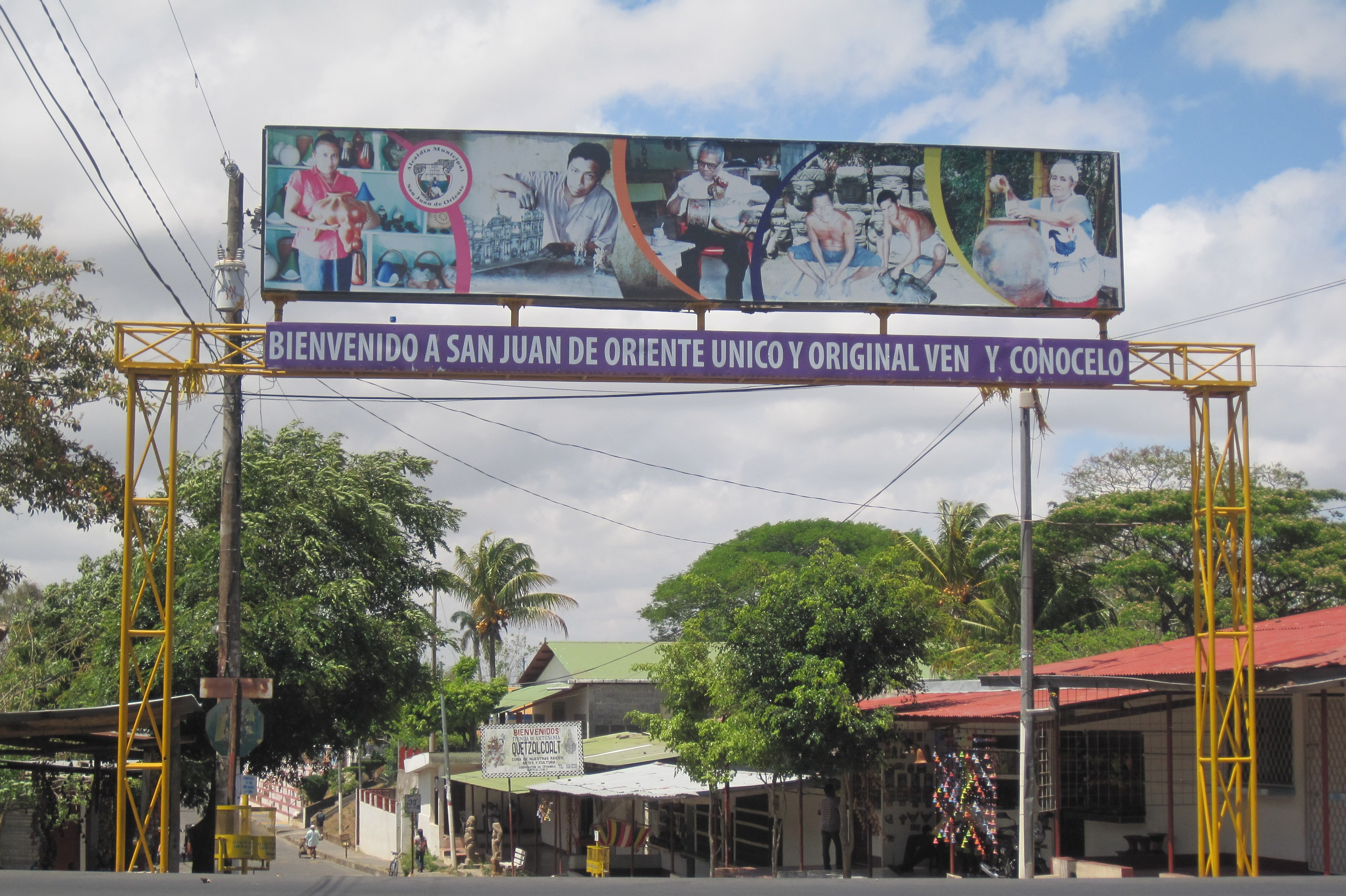
Infarten till San Juan de Oriente från Catarina

San Juan de Oriente gränsar till kommunerna Diriá i söder, Niquinohomo i väster och Catarina i norr, samt till kratersjön Laguna de Apoyo i öster.

## Historia
San Juan de Oriente och Catarina var ursprungligen ett enda samhälle, med namnet Namotiva, och det var ett av de många indiansamhällen som redan existerade vid tiden för spanjorernas erövring av Nicaragua. Namotiva är listat i landets första taxeringslängd från 1548.
San Juan de Oriente överfördes 1894 från departementet Granada till departementet Masaya.

## Näringsliv

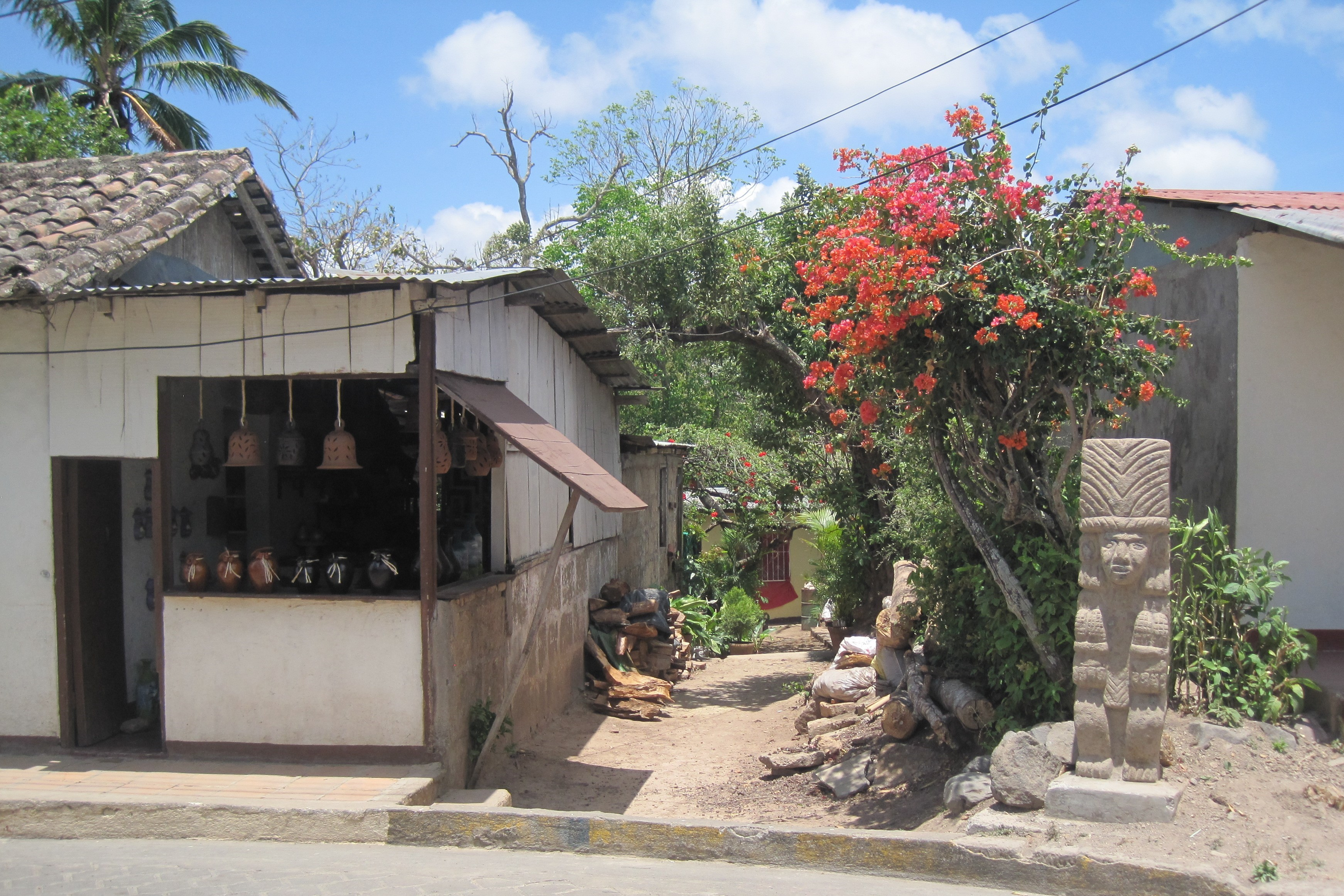
Keramikverkstad

Förutom jordbruk är kommunens huvudnäring småskalig keramiktillverkning som säljs både i lokala affärer och runt om i landet. 

## Religion
San Juan de Oriente har en enkel men vacker kyrka. Kommunen firar sin festdag den 24 juni till minne av Johannes Döparen. Befolkningen tillverkar långa stänger med blommor och frukter som de bär till en samlingsplats där de hängs upp som offer till helgonen. En annan tradition är fäktning med långa svärd gjorda av en utsträckt tjurpenis, på spanska kallat El juego de los chilillos.